# Гай Гарві
Гай Едвард Джон Патрік Гарві (англ. Guy Edward John Garvey; нар. 6 березня 1974) — англійський музикант, співак, автор пісень і радіоведучий. Вокаліст і автор текстів рок-гурту Elbow. Веде щотижневе шоу на BBC Radio 6 Music під назвою «Найкраща година Гая Гарві» (Guy Garvey's Finest Hour).